# Liste der größten Hallen in Deutschland nach Personenkapazität
Dies ist eine Auflistung der größten Hallen in Deutschland nach Personenkapazität (Sitzplätze). Ausgenommen hierbei sind die Veltins-Arena in Gelsenkirchen mit 70.000 Plätzen (bei Konzerten) und die Merkur Spiel-Arena in Düsseldorf mit 66.000 Plätzen (bei Konzerten). Bei diesen beiden Arenen kann das Dach jeweils nach Bedarf geöffnet oder verschlossen werden.
Die eigentlich größte Halle Deutschlands ohne festgeschriebene Personenkapazität ist die Cargolifter-Luftschiffhalle. Sie hat gemessen am Volumen den größten Innenraum der Welt.
|                    | Halle                         | Kapazität (Sitzplätze) | Kapazität Konzert (Innenraum Stehplätze) | Stadt                  | Bundesland             | Heimteam / Veranstaltungen                                  | Eröffnung |
| ------------------ | ----------------------------- | ---------------------- | ---------------------------------------- | ---------------------- | ---------------------- | ----------------------------------------------------------- | --------- |
|                    | Lanxess Arena                 | 19.250                 | 15.200                                   | Köln                   | Nordrhein-Westfalen    | Kölner Haie                                                 | 1998      |
|                    | Hanns-Martin-Schleyer-Halle   | 15.500                 |                                          | Stuttgart              | Baden-Württemberg      | WTA Stuttgart                                               | 1983      |
|                    | Westfalenhalle                | 15.400                 | 12.000                                   | Dortmund               | Nordrhein-Westfalen    |                                                             | 1952      |
|                    | PSD Bank Dome                 | 15.151                 | 14.500                                   | Düsseldorf             | Nordrhein-Westfalen    | Düsseldorfer EG                                             | 2006      |
|                    | Uber Arena Berlin             | 14.800                 | 12.500                                   | Berlin                 | Berlin                 | Alba Berlin, Eisbären Berlin                                | 2008      |
|                    | SAP Arena                     | 14.500                 | 10.000                                   | Mannheim               | Baden-Württemberg      | Rhein-Neckar Löwen, Adler Mannheim                          | 2005      |
|                    | Stadthalle Bremen             | 14.000                 |                                          | Bremen                 | Bremen                 | Bremer Sechstagerennen                                      | 1964/2005 |
|                    | Barclays Arena                | 13.000                 |                                          | Hamburg                | Hamburg                |                                                             | 2002      |
|                    | Rudolf Weber-Arena            | 13.000                 | 10.600                                   | Oberhausen             | Nordrhein-Westfalen    |                                                             | 1996      |
|                    | Olympiahalle                  | 12.597                 |                                          | München                | Bayern                 |                                                             | 1972      |
|                    | OWL Arena                     | 12.300                 |                                          | Halle (Westfalen)      | Nordrhein-Westfalen    | TBV Lemgo, Gerry Weber Open                                 | 1993      |
|                    | SAP Garden                    | 11.500                 |                                          | München                | Bayern                 | EHC Red Bull München, FC Bayern München Basketball          | 2024      |
|                    | Arena Nürnberger Versicherung | 11.000                 |                                          | Nürnberg               | Bayern                 | Nürnberg Ice Tigers, HC Erlangen                            | 2001      |
|                    | ZAG-Arena                     | 10.767                 |                                          | Hannover               | Niedersachsen          | TSV Hannover-Burgdorf                                       | 2000      |
|                    | Wunderino Arena               | 10.285                 |                                          | Kiel                   | Schleswig-Holstein     | THW Kiel                                                    | 1952      |
|                    | Eisstadion an der Brehmstraße | 10.280                 |                                          | Düsseldorf             | Nordrhein-Westfalen    | DEG Youngsters                                              | 1935      |
|                    | Max-Schmeling-Halle           | 10.000                 |                                          | Berlin                 | Berlin                 | Füchse Berlin, Berlin Recycling Volleys                     | 1996      |
|                    | Festhalle Frankfurt           | 09.843                 |                                          | Frankfurt              | Hessen                 |                                                             | 1909      |
| SACHSENarena Riesa | WT Energiesysteme Arena       | 09.000                 |                                          | Riesa                  | Sachsen                |                                                             | 1999      |
|                    | bigBOX ALLGÄU                 | 09.000                 |                                          | Kempten                | Bayern                 |                                                             | 2003      |
|                    | Eisstadion am Friedrichspark  | 08.200                 |                                          | Mannheim               | Baden-Württemberg      | Jungadler Mannheim                                          | 1939      |
|                    | Yayla-Arena                   | 08.029                 |                                          | Krefeld                | Nordrhein-Westfalen    | Krefeld Pinguine                                            | 2004      |
|                    | QUARTERBACK Immobilien ARENA  | 08.000                 |                                          | Leipzig                | Sachsen                | SC DHfK Leipzig                                             | 2002      |
|                    | GETEC Arena                   | 07.782                 |                                          | Magdeburg              | Sachsen-Anhalt         | SC Magdeburg                                                | 1997      |
|                    | Grugahalle                    | 07.700                 |                                          | Essen                  | Nordrhein-Westfalen    |                                                             | 1958      |
|                    | Porsche-Arena                 | 07.500                 |                                          | Stuttgart              | Baden-Württemberg      | TVB 1898 Stuttgart, HBW Balingen-Weilstetten, WTA Stuttgart | 2006      |
|                    | Lokhalle Göttingen            | 07.500                 |                                          | Göttingen              | Niedersachsen          |                                                             | 1917      |
|                    | Olympia-Eissport-Zentrum      | 07.000                 |                                          | Garmisch-Partenkirchen | Bayern                 | SC Riessersee                                               | 1934      |
|                    | Max Aicher Arena              | 07.000                 |                                          | Inzell                 | Bayern                 | Eisschnelllauf-Weltcup                                      | 2011      |
|                    | Sporthalle Hamburg            | 07.000                 |                                          | Hamburg                | Hamburg                | HSV Hamburg                                                 | 1968      |
|                    | Halle Münsterland             | 07.000                 |                                          | Münster                | Nordrhein-Westfalen    |                                                             | 1926      |
|                    | Eissporthalle Frankfurt       | 06.946                 |                                          | Frankfurt am Main      | Hessen                 | Löwen Frankfurt                                             | 1981      |
|                    | Brose Arena                   | 06.900                 |                                          | Bamberg                | Bayern                 | Brose Baskets                                               | 2001      |
|                    | Curt-Frenzel-Stadion          | 06.757                 |                                          | Augsburg               | Bayern                 | Augsburger Panther                                          | 1936      |
|                    | Rheinlandhalle                | 06.714                 |                                          | Krefeld                | Nordrhein-Westfalen    |                                                             | 1955      |
|                    | BMW Park                      | 06.700                 |                                          | München                | Bayern                 | FC Bayern München, WWK Volleys Herrsching                   | 1972      |
|                    | Volkswagen Halle              | 06.600                 |                                          | Braunschweig           | Niedersachsen          | Basketball Löwen Braunschweig                               | 2000      |
|                    | Campushalle                   | 06.300                 |                                          | Flensburg              | Schleswig-Holstein     | SG Flensburg-Handewitt                                      | 2001      |
|                    | Helios Arena                  | 06.300                 |                                          | Villingen-Schwenningen | Baden-Württemberg      | Schwenninger Wild Wings                                     | 1976      |
|                    | Freiheitshalle                | 06.100                 |                                          | Hof (Saale)            | Bayern                 | Hofer Symphoniker                                           | 1974      |
|                    | Eissporthalle Kassel          | 06.100                 |                                          | Kassel                 | Hessen                 | Kassel Huskies                                              | 1977      |
|                    | EWE Arena                     | 06.019                 |                                          | Oldenburg (Oldb)       | Niedersachsen          | EWE Baskets Oldenburg                                       | 2013      |
|                    | Telekom Dome                  | 06.000                 |                                          | Bonn                   | Nordrhein-Westfalen    | Telekom Baskets Bonn                                        | 2008      |
|                    | Ratiopharm-Arena              | 06.000                 |                                          | Neu-Ulm                | Bayern                 | Ratiopharm Ulm                                              | 2011      |
|                    | Sport- und Kongresshalle      | 06.000                 |                                          | Schwerin               | Mecklenburg-Vorpommern | Mecklenburger Stiere Schwerin                               | 1962      |
|                    | SWT-Arena                     | 05.900                 |                                          | Trier                  | Rheinland-Pfalz        | Gladiators Trier                                            | 2003      |
|                    | Eisstadion am Pulverturm      | 05.940                 |                                          | Straubing              | Bayern                 | Straubing Tigers                                            | 1967      |
|                    | ROFA-Stadion                  | 05.900                 |                                          | Rosenheim              | Bayern                 | Starbulls Rosenheim                                         | 1961      |
|                    | Echte Helden Arena            | 05.800                 |                                          | Freiburg im Breisgau   | Baden-Württemberg      | EHC Freiburg                                                | 1969      |
|                    | Velodrom                      | 05.688                 |                                          | Berlin                 | Berlin                 | Berliner Sechstagerennen                                    | 1997      |
|                    | EWS Arena                     | 05.599                 |                                          | Göppingen              | Baden-Württemberg      | Frisch Auf Göppingen                                        | 1967      |
|                    | Donau-Arena                   | 05.500                 |                                          | Regensburg             | Bayern                 | EV Regensburg                                               | 1999      |
|                    | Saarlandhalle                 | 05.383                 |                                          | Saarbrücken            | Saarland               |                                                             | 1967      |
|                    | MHPArena                      | 05.325                 |                                          | Ludwigsburg            | Baden-Württemberg      | MHP Riesen Ludwigsburg, SG BBM Bietigheim                   | 2009      |
|                    | Kunsteisstadion im Sahnpark   | 05.222                 |                                          | Crimmitschau           | Sachsen                | ETC Crimmitschau                                            | 1964      |
|                    | Weser-Ems Hallen              | 05.118                 |                                          | Oldenburg (Oldb)       | Niedersachsen          | EWE Baskets Oldenburg, VfL Oldenburg                        | 1954      |
|                    | Fraport Arena                 | 05.002                 |                                          | Frankfurt am Main      | Hessen                 | Skyliners Frankfurt                                         | 1988      |
|                    | Phoenix Contact Arena         | 05.000                 |                                          | Lemgo                  | Nordrhein-Westfalen    | TBV Lemgo                                                   | 1977      |
|                    | Eissportzentrum Westfalen     | 05.000                 |                                          | Dortmund               | Nordrhein-Westfalen    | EHC Dortmund                                                | 1952      |

## Abgerissene/Zerstörte Hallen auf heutigem deutschen Staatsgebiet
|  | Halle                | Kapazität | Stadt      | Gebiet            | Eröffnung–Abriss bzw. Zerstörung |
|  | -------------------- | --------- | ---------- | ----------------- | -------------------------------- |
|  | Hanseatenhalle       | 40.000    | Hamburg    | Hamburg           | 1935–1943                        |
|  | Luitpoldhalle        | 16.000    | Nürnberg   | Königreich Bayern | 1906–1945                        |
|  | Berliner Sportpalast | 10.000    | Berlin     | Berlin            | 1910–1973                        |
|  | Deutsche Sporthalle  | 5.000     | Ost-Berlin | Ost-Berlin        | 1951–1972                        |